# Nesogenes euphrasioides
Nesogenes euphrasioides är en snyltrotsväxtart som beskrevs av A. Dc.. Nesogenes euphrasioides ingår i släktet Nesogenes och familjen snyltrotsväxter. Utöver nominatformen finns också underarten N. e. lineata.